# Saus
Saus är en ort i Spanien.   Den ligger i provinsen Província de Girona och regionen Katalonien, i den östra delen av landet, 600 km öster om huvudstaden Madrid. Saus ligger 75 meter över havet och antalet invånare är 719.
Terrängen runt Saus är platt, och sluttar österut. Runt Saus är det ganska glesbefolkat, med 50 invånare per kvadratkilometer. Närmaste större samhälle är Figueres, 14,9 km norr om Saus. Trakten runt Saus består till största delen av jordbruksmark.